# إذاعة صوت الشعب
إذاعة صوت صوت الشعب هي اذاعة لبنانية تبث من بيروت. أسسها الحزب الشيوعي اللبناني كإذاعة حزبية وتجارية في لبنان. تبث البرامج الأخبارية والسياسية بالإضافة للمنوعات والبرامج المحلية والفنية .

وبحسب التصنيف اللبناني للإذاعات فإن هذه الإذاعة مصنفة من الفئة الأولى التي يسمح لها ببث الأخبار السياسية.

## موجاتها
تبث الإذاعة عبر موجات اف ام على الترددات التالية:
- 103.7 MHz (بيروت)
- 104.0 MHz (طرابلس)